# Difenyloamina
Difenyloamina – organiczny związek chemiczny z grupy amin. Jest to bezbarwne ciało stałe o charakterystycznym zapachu.

## Otrzymywanie i reaktywność
Difenyloamina jest otrzymywana przez termiczną deaminację aniliny z użyciem katalizatorów tlenkowych:
2C
6H
5NH
2 → (C
6H
5)
2NH + NH
3
Jest słabą zasadą, (pKBH+ = 0,78). Z mocnymi kwasami tworzy sól rozpuszczalną w wodzie.

## Zastosowanie
Jest używana jako fungicyd hamujący psucie się jabłek. Zastosowanie to wynika z właściwości przeciwutleniających, które chronią skórę jabłek przed produktami utleniania α-farnezenu podczas składowania.

Pochodne difenyloaminy mają różne zastosowania. Alkilowane pochodne pierścieniowe są stosowane jako "antyjonizatory" w przemyśle produktów gumowych, odzwierciedlając przeciwutleniające działanie pochodnych aniliny.

Związek ulega różnym reakcjom cyklizacji. Z siarką daje fenotiazynę:
(C
6H
5)
2NH + 2S → S(C
6H
4)
2NH + H
2S
W reakcji z jodem cyklizuje do karbazolu:
(C
6H
5)
2NH + I
2 → (C
6H
4)
2NH + 2 HI
Arylacja z jodobenzenem daje trifenyloaminę.
Służy również jako wskaźnik w redoksometrii do oznaczania metali (np. żelaza), a także DNA. Pod wpływem czynnika utleniającego (np. dichromianu potasu), przechodzi nieodwracalnie w bezbarwną difenylobenzydynę, a następnie ulega odwracalnej reakcji redoks i tworzy fiolet difenylobenzydynowy. Jej potencjał przejścia E° = +0,76 V.

## Bezpieczeństwo
Difenyloamina, jak inne aminy arylowe, jest toksyczna – mutagenna i teratogenna.

Szkodliwa w kontakcie ze skórą, po połknięciu oraz wdychaniu. Drażniąca. Dopuszczalna dzienna dawka spożycia wynosi 0,08 mg/kg masy ciała.
Zaleca się stosowanie okularów ochronnych, rękawiczek, wyciągu laboratoryjnego.